# Piptochaetium angustifolium
Piptochaetium angustifolium là một loài thực vật có hoa trong họ Hòa thảo. Loài này được (Hitchc.) Valencia & Costas miêu tả khoa học đầu tiên năm 1968.